# Kyokutei Bakin
Kyokutei Bakin, pseudonimo di Takizawa Okikuni (Edo, 4 luglio 1767 – 1º dicembre 1848), è stato uno scrittore giapponese.

## Biografia

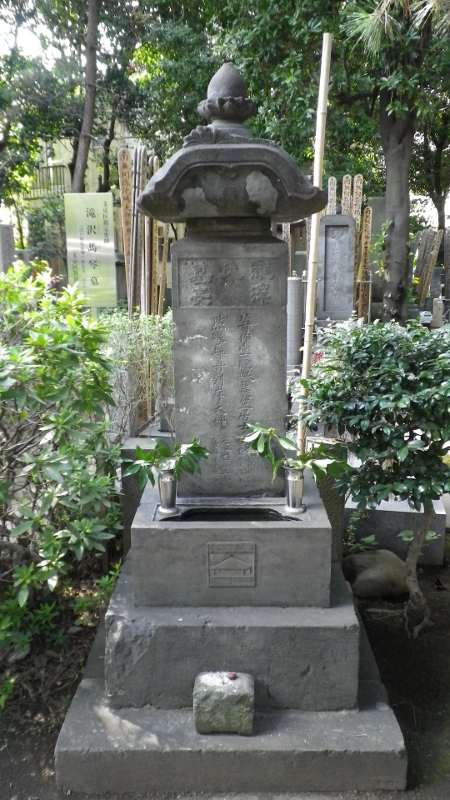
La tomba di Kyokutei Bakin

Nato a Edo (attualmente Tokyo), Bakin fu il quinto figlio di Omon e Okiyoshi. Suo padre svolse il mestiere di samurai al servizio di un signore locale. Due dei suoi fratelli morirono durante la loro infanzia, mentre altri due, Rabun (1759-1798) e Keichū (1765-1786) conservarono uno stretto rapporto con Bakin. La famiglia è completata dalle giovani sorelle Ohisa, nata nel 1771, e Okiku nel 1774.
Nel suoi diari Bakin descrisse il padre, forte bevitore, come uno studente modello, uomo legato alla tradizione e diligente nel suo lavoro di samurai.  Morì quando Bakin aveva nove anni e in quel periodo la famiglia di Bakin attraversò qualche vicissitudine economica.
Visse per quattro anni al servizio della famiglia nobile dei Toda, ma nel 1790 la abbandonò e nel suo girovagare intraprese tanti mestieri, come per esempio l'assistente di un medico.
Sin dalla giovane età mostrò una buona propensione per le discipline letterarie, coltivandole grazie agli studi di poesia haiku sotto la guida del maestro Gozan Chikuan, e di narrativa come allievo dello scrittore Kyôden Santô. Grazie a quest'ultimo, Bakin, ottenne il ruolo di commesso in una libreria, che conservò per tre anni.
All'età di quattordici anni venne pubblicato il suo primo romanzo, intitolato Gepyô Kien, che raccolse una buona accoglienza al punto che la critica del suo tempo, annoverò Bakin nella cerchia degli scrittori emergenti.
Il suo genere letterario degli esordi rientrò negli yomi-hon ("libri di lettura"), ovverosia racconti popolari a sfondo moralistico e pedagogico derivanti dalle storie illustrate denominate kusa-zôshi.
Nel 1806 scrisse il romanzo epico Chinsetzu Yumi-hari Zuki ("La storia meravigliosa della luna tesa ad arco"), nel quale raccontò le avventure di un guerriero del XII secolo, celeberrimo per la sua abilità nel tiro con l'arco, accresciuta dal possesso del braccio sinistro più lungo del destro e dalla presenza di doppie pupille negli occhi.
L'anno seguente, Bakin strinse una proficua collaborazione con il pittore Katsushika Hokusai, avente lo scopo di illustrare i suoi romanzi, il primo dei quali fu San-shichi Zenden Nanka no Yume ("Il sogno di Nanka").
Nel 1814 incominciò la stesura e la diffusione della sua più grande opera: Nansō satomi hakkenden ("La storia degli otto cani dei Satomi di Nansô"), che riscosse un grande successo e garantì all'autore una vasta popolarità. L'opera venne continuamente aggiornata e ampliata nel corso di ventotto anni fino a raggiungere la composizione di centosei libri. Il tema principale è la storia di otto cani che simboleggiano le virtù cardinali.
All'età di settantatré anni divenne cieco e questo handicap lo costrinse a chiedere ospitalità ad alcuni suoi parenti, ma nonostante l'infermità la sua produzione non si fermò, arrivando a realizzare circa duecentosessanta opere nell'arco di sessanta anni di lavoro.

## Temi e contenuti letterari
L'insegnamento morale presente nelle sue opere prese spunto dal confucianesimo e assunse come valori di riferimento il culto della famiglia, il rispetto e la lealtà. I personaggi dei suoi scritti furono per lo più fantasiosi o leggendari, che però incarnarono vizi e virtù degli uomini del suo tempo, seppur immersi, talvolta, in una atmosfera onirica. La fonte si ispirazione per alcuni soggetti delle sue opere, Bakin la trasse dalla antica tradizione favolistica e letteraria orientale, giapponese e cinese. Il suo lavoro ebbe una forte influenza sulla educazione e formazione delle generazioni successive alla sua.